# Ксенија Јовановић
Ксенија Јовановић (Сарајево, 6. јун 1928 — Београд, 1. децембар 2012) била је југословенска, српска и босанскохерцеговачка филмска, телевизијска и позоришна глумица.

## Биографија
Ксенија Јовановић је била ћерка глумачког пара Ирене и Бранка Јовановића. Пратећи на глумачком послу своје родитеље, често се селила.
Рођена је 6. јун 1928. године у Сарајеву, али је своје рано детињство провела код мајчиних родитеља у Скопљу и Београду, где јој је деда Мило Иличковић био генерал, лекар, начелник у војној болници. Бабушка — Клаудија Лукашевич по којој је руског порекла, веома је утицала на њено разумевање првих појмова и однос према животу.
Завршила је два разреда основне школе у Сарајеву, потом се са родитељима одселила у Нови Сад где је наставила школу до 1939. да би се потом, са родитељима преселила у Београд где је и матурирала у Четвртој женској гимназији. Најпре је студирала на Економском факултету годину дана, а потом на Високој филмској школи коју је водио Вјекослав Афрић. По завршетку, постаје члан филмског позоришта при „Авала филму” које су водили Јован Кулунџић и Александар Огњановић. Прву филмску улогу остварила је 1949. у филму Барба Жване.
Позоришну каријеру започела је у Београдском драмском позоришту када је заиграла у алтернацији са Олгом Ивановић у представи Инспектор је дошао. Након 10 година, 1961. године прелази у Народно позориште у Београду и ту остаје до краја свог живота (последњи пут у представи "Хасанагиница" у новембру 2012. године, само месец дана пре своје смрти), иако је у пензију отишла 1989. године.
Радила је са многим редитељима и гостовала у многим позориштима, где је остварила велики број улога у класичном и савременом репертоару. Од 1953. до 2004. године снимила је 210 радијских улога захваљујући, између осталих квалитета, и боји гласа. Њена последња улога била је у серији Виза за будућност.
Преминула је у Београду, 1. децембра 2012. године. После кремације сахрањена је 5. децембра 2012. године у Алеји заслужних грађана на Новом гробљу у Београду.

## Филмографија
Глумица | Селф |
| Глумица | ▲ |
| ------- | - |

Дугометражни филм | ТВ филм | ТВ серија | ТВ мини серија | ТВ кратки филм
|                   | 1940 | 1950 | 1960 | 1970 | 1980 | 1990 | 2000 | Укупно |
| ----------------- | ---- | ---- | ---- | ---- | ---- | ---- | ---- | ------ |
| Дугометражни филм | 2    | 1    | 1    | 0    | 0    | 0    | 0    | 4      |
| ТВ филм           | 0    | 0    | 10   | 7    | 4    | 2    | 2    | 25     |
| ТВ серија         | 0    | 0    | 2    | 7    | 0    | 0    | 36   | 45     |
| ТВ мини серија    | 0    | 0    | 0    | 0    | 1    | 0    | 0    | 1      |
| ТВ кратки филм    | 0    | 0    | 1    | 1    | 1    | 0    | 0    | 3      |
| Укупно            | 2    | 1    | 14   | 15   | 6    | 2    | 38   | 78     |
|          | Назив             | Улога                 |
| -------- | ----------------- | --------------------- |
| 1949     | Барба Жване       | /                     |
| 1949     | Прича о фабрици   | Ксенија Вртар супруга |
| 1950-е ▲ |                   |                       |
| 1951     | Последњи дан      | Девојка на пријему    |
| 1960-е ▲ |                   |                       |
| 1968     | Операција Београд | Лола                  |
|          | Назив                                     | Улога                |
| -------- | ----------------------------------------- | -------------------- |
| 1963     | Ципелице од крокодилске коже              | Патриција            |
| 1963     | Адам и Ева                                | Жена                 |
| 1964     | Молох                                     | /                    |
| 1965     | Француске краљице                         | /                    |
| 1966     | Њен први чај                              | /                    |
| 1967     | Свечаност на успутној станици             | /                    |
| 1967     | Јелена Ћетковић                           | Јелена Ћетковић      |
| 1968     | Ледено љето                               | /                    |
| 1968     | Апокалипса                                | /                    |
| 1969     | Обично вече                               | /                    |
| 1970-е ▲ |                                           |                      |
| 1970     | Папагај                                   | Гђа Смердел          |
| 1970     | Зид и ружа                                | /                    |
| 1970     | Дан који треба да остане у лепој успомени | /                    |
| 1971     | Спомен плоча                              | /                    |
| 1971     | Песникова писма                           | /                    |
| 1972     | Пораз                                     | /                    |
| 1974     | Црна листа                                | Госпођица Лофтинг    |
| 1980-е ▲ |                                           |                      |
| 1981     | Смрт пуковника Кузмановића                | Јелена               |
| 1981     | На рубу памети                            | /                    |
| 1983     | Хасанагиница                              | Мајка Хасанагиничина |
| 1985     | Приче из бечке шуме                       | /                    |
| 1990-е ▲ |                                           |                      |
| 1991     | Глинени голубови                          | Јулијана             |
| 1999     | Кактуси и руже                            | Ленка Хаџић          |
| 2000-е ▲ |                                           |                      |
| 2000     | Суседи                                    | Марија Николић       |
| 2002     | Мајстор                                   | /                    |
| Од | До | Назив | Улога |
| -- | -- | ----- | ----- |

| 1970-е ▲ | 1970-е ▲ | 1970-е ▲ | 1970-е ▲ |
| -------- | -------- | -------- | -------- |

| 2000-е ▲ | 2000-е ▲ | 2000-е ▲ | 2000-е ▲ |
| -------- | -------- | -------- | -------- |

|          | Назив           | Улога         |
| -------- | --------------- | ------------- |
| 1968     | Стубови друштва | /             |
| 1970-е ▲ |                 |               |
| 1976     | Мурталов случај | Емилова тетка |
| 1980-е ▲ |                 |               |
| 1982     | Казивања        | /             |
| Од | До | Назив | Улога |
| -- | -- | ----- | ----- |

| Селф | ▲ |
| ---- | - |

ТВ документарна серија | ТВ документарни филм
|                        | 1990 | 2000 | Укупно |
| ---------------------- | ---- | ---- | ------ |
| ТВ документарна серија | 0    | 1    | 1      |
| ТВ документарни филм   | 1    | 0    | 1      |
| Укупно                 | 1    | 1    | 2      |
| Од | До | Назив | Улога |
| -- | -- | ----- | ----- |

|      | Назив                       | Улога            |
| ---- | --------------------------- | ---------------- |
| 1998 | Међу нама: Слободан Перовић | Лично (интервју) |

## Награде
- 2007. — Добричин прстен, за животно дело